# アルベルト・ヴェルティ
アルベルト・ヴェルティ（Albert Welti、1862年2月18日 - 1912年6月7日）は、スイスの画家、イラストレーターである。アルノルト・ベックリンに学び、象徴主義の画家の一人とされる。

## 略歴
チューリッヒで生まれた。運輸会社「Welti-Furrer」を経営する家族の7人兄弟の長男に生まれた。地元の工芸学校で版画を学んだ後、1880年からローザンヌの写真家の叔父のOswald Weltiのもとで見習いになるが、1年ほどで、絵画に転じ、ミュンヘンに出て、1882年から1886年の間、ミュンヘン美術院でルートヴィヒ・フォン・レフツに学んだ 。その後チューリッヒに戻り、アルノルト・ベックリン（1827-1901）の弟子になり、2年間ほど修行した 。フランツ・ローゼ・フォン・デーラウ（Franz Rose von Doehlau: 1852–1912）というプロイセン出身の地主貴族の支援を受けるようになった。
1894年に結婚し、チューリッヒ近郊のホングに自宅兼用のスタジオを開いた。1895年から、パトロンのローゼ・フォン・デーラウの要請で、ミュンヘン郊外のプラッハとゾルンに住み、自宅に音楽家の友人たちも招いた。この時期、ミュンヘンで出版されていた月刊誌『Der Kunstwart』の編集者たちとも交流した。スイスにしばしば戻り、ベルリンやブレスラウ、ドレスデン、ウィーン、パリ、ヴェネツィアなども旅した。
1906年に父親が亡くなった後は、ベルン州の村、イナートキルヘン(Innertkirchen)やザンクト・ガレン州の村ヴェティス(Vättis)に滞在し、風景画を描いた。1907年からベルンに移り、スイス全州議会の議場の壁画を描き始めるが、依頼された5枚の壁画のうち3枚を描いた後、1912年にチューリッヒで亡くなった。未完の壁画はヴィルヘルム・バルマー（1865-1922）が完成させた。

## 作品

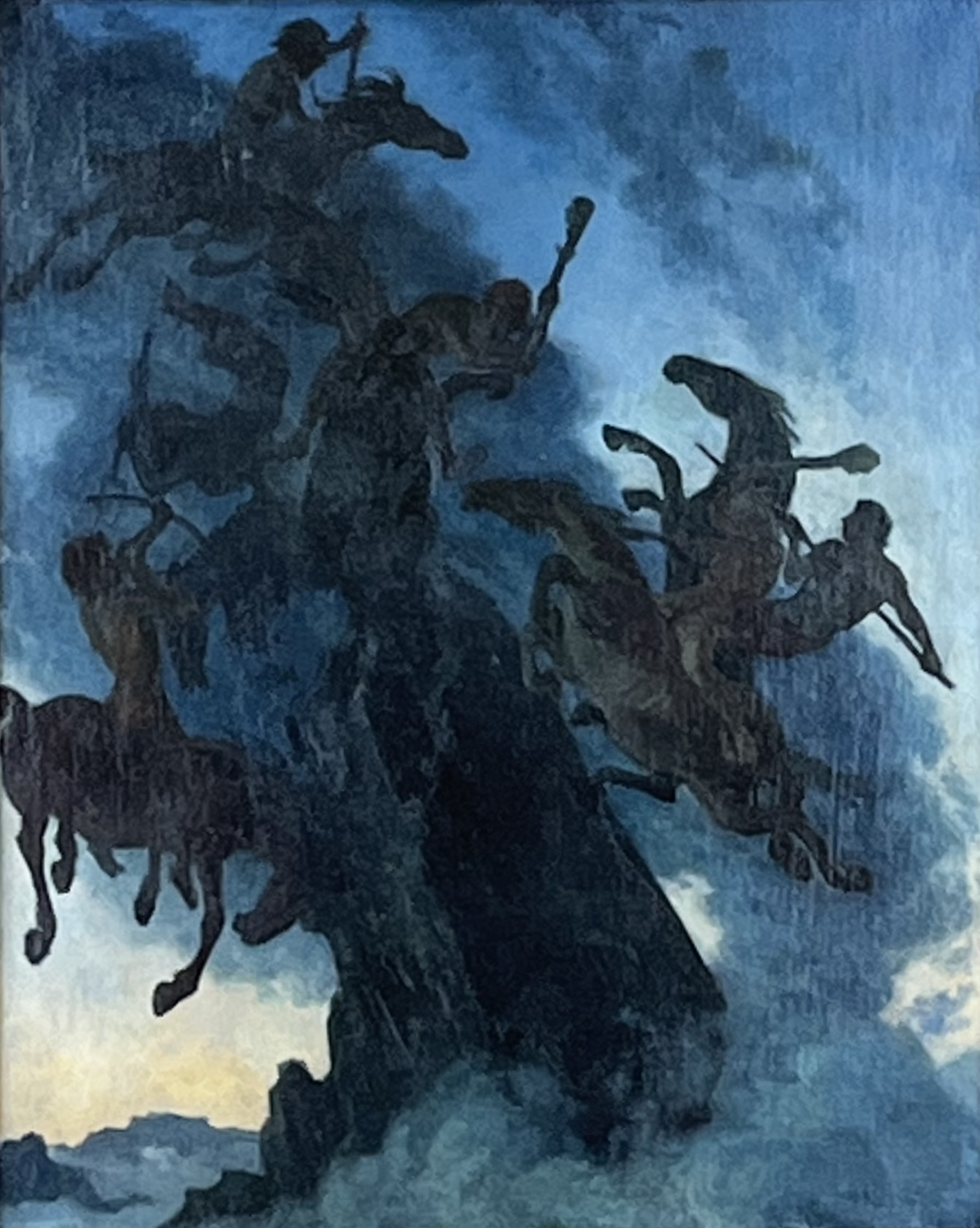
"Riders of the Mist"
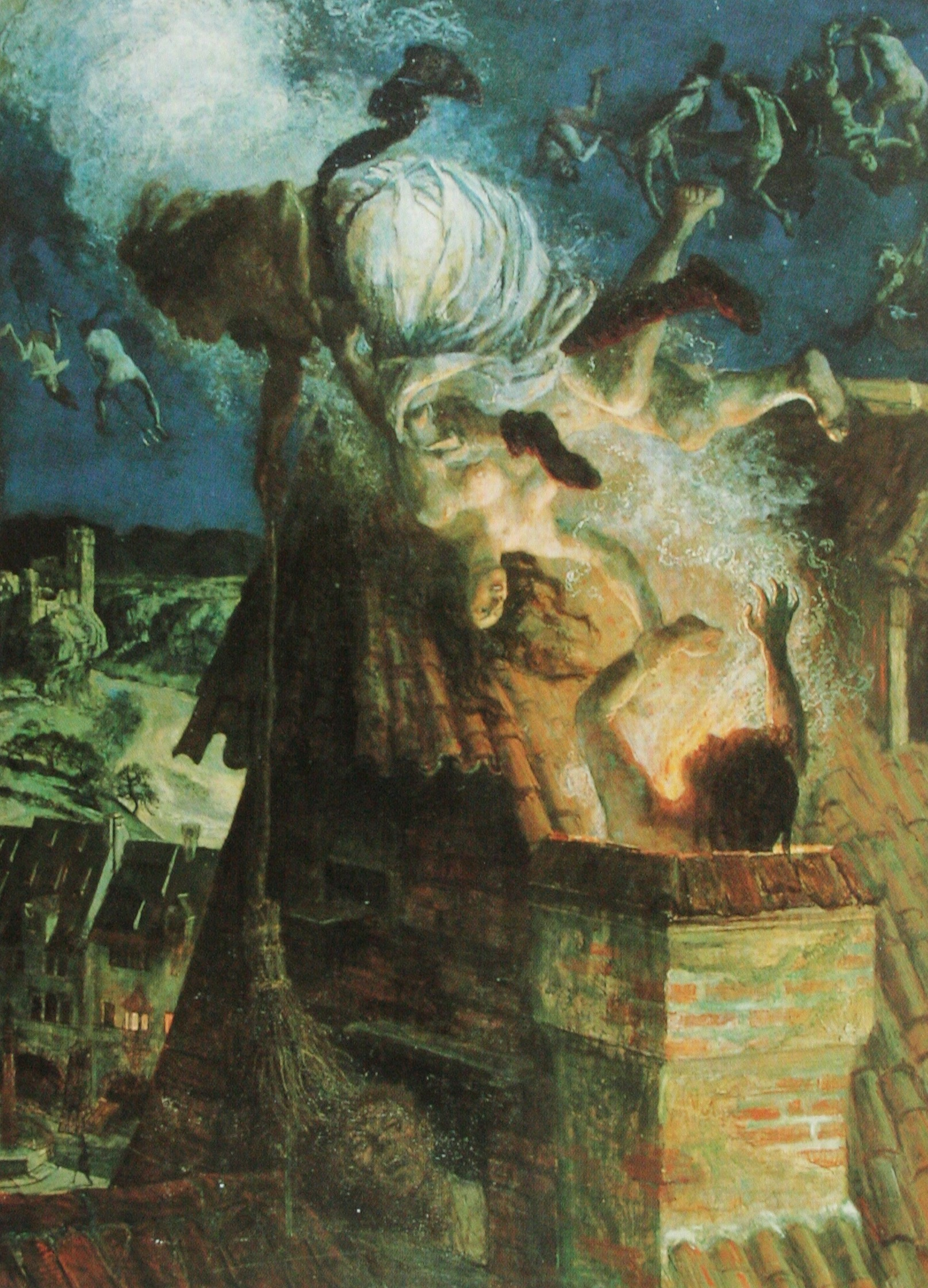
「ヴァルプルギスの夜」
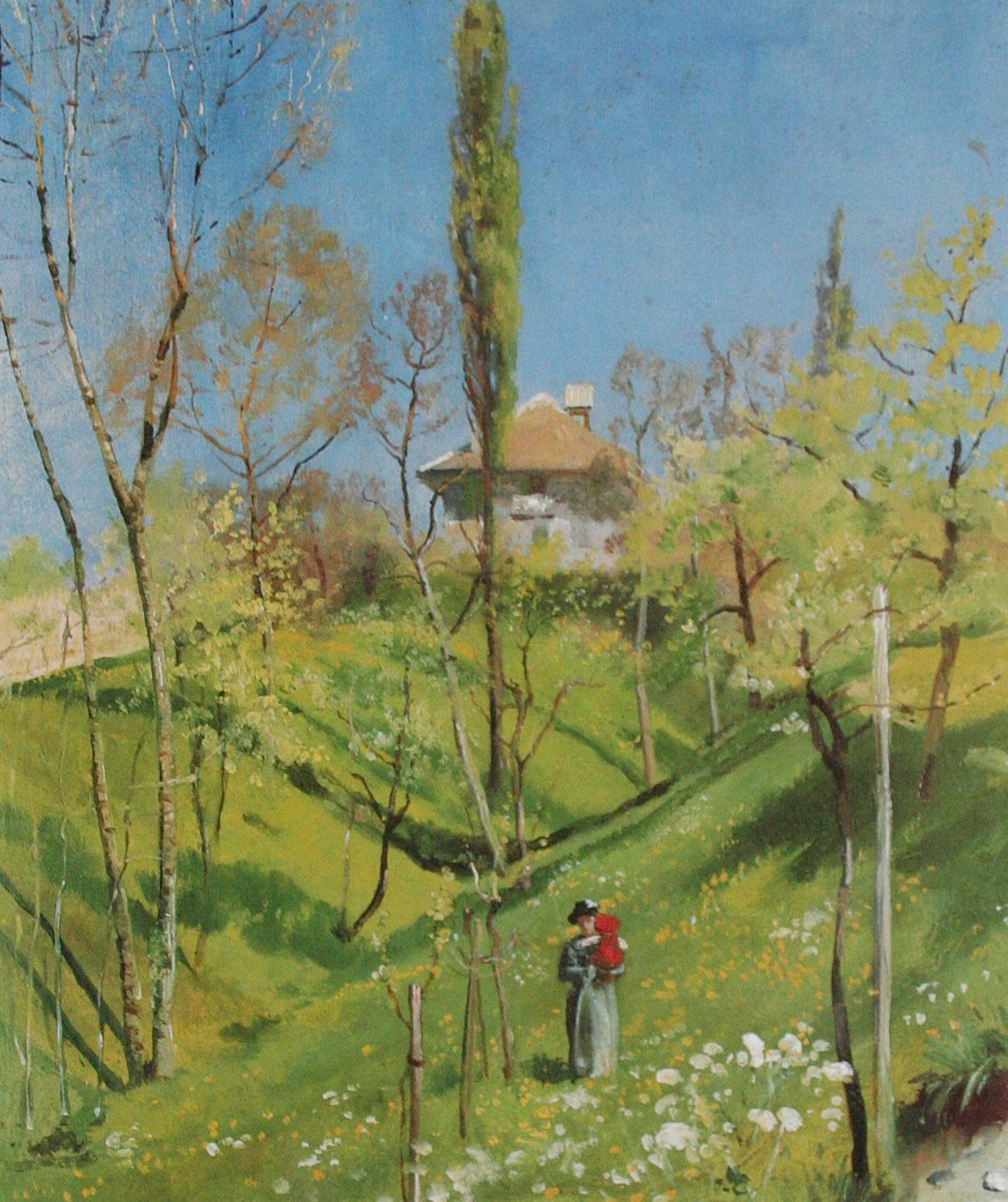
風景画
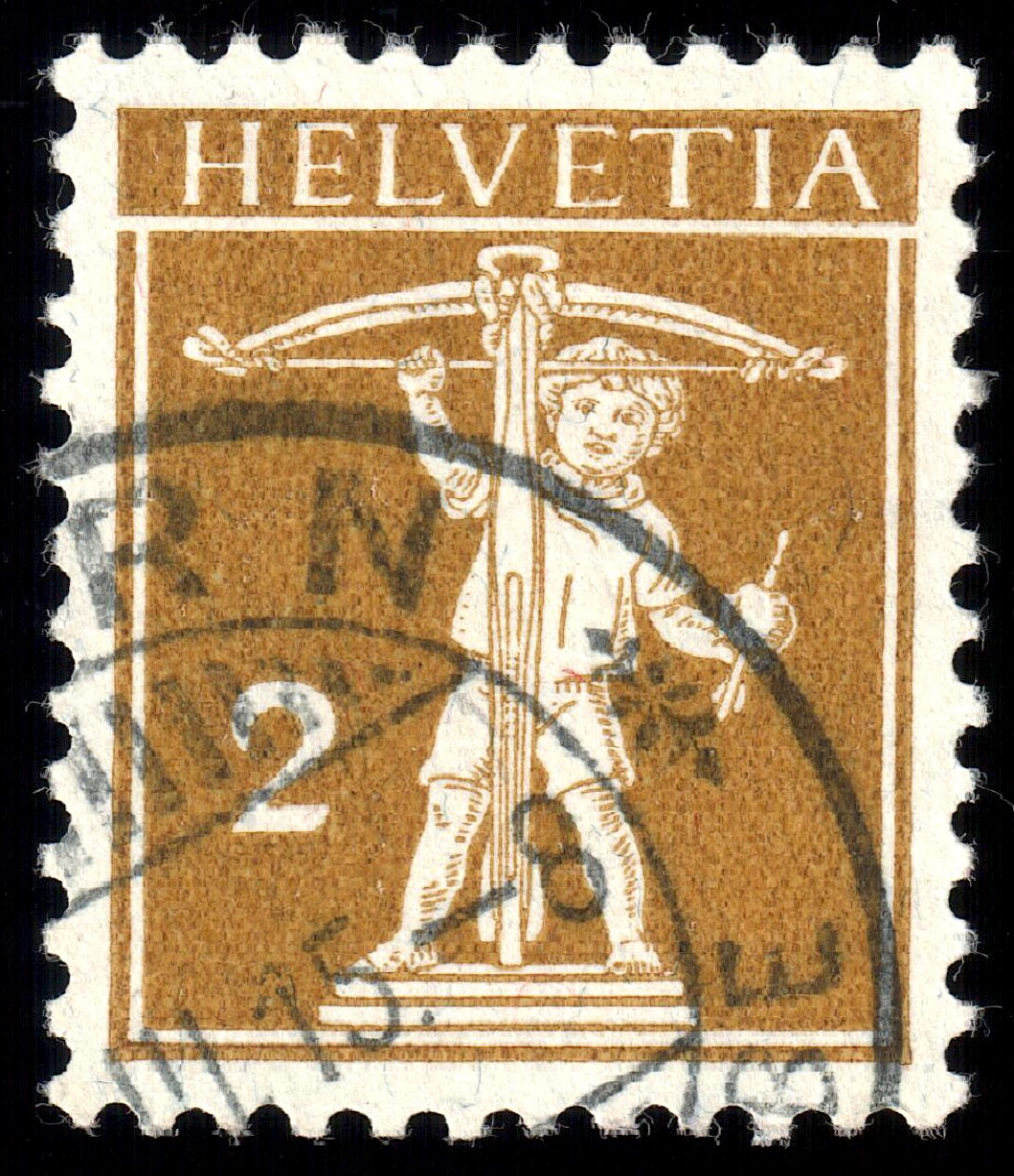
ヴェルティのデザインした切手

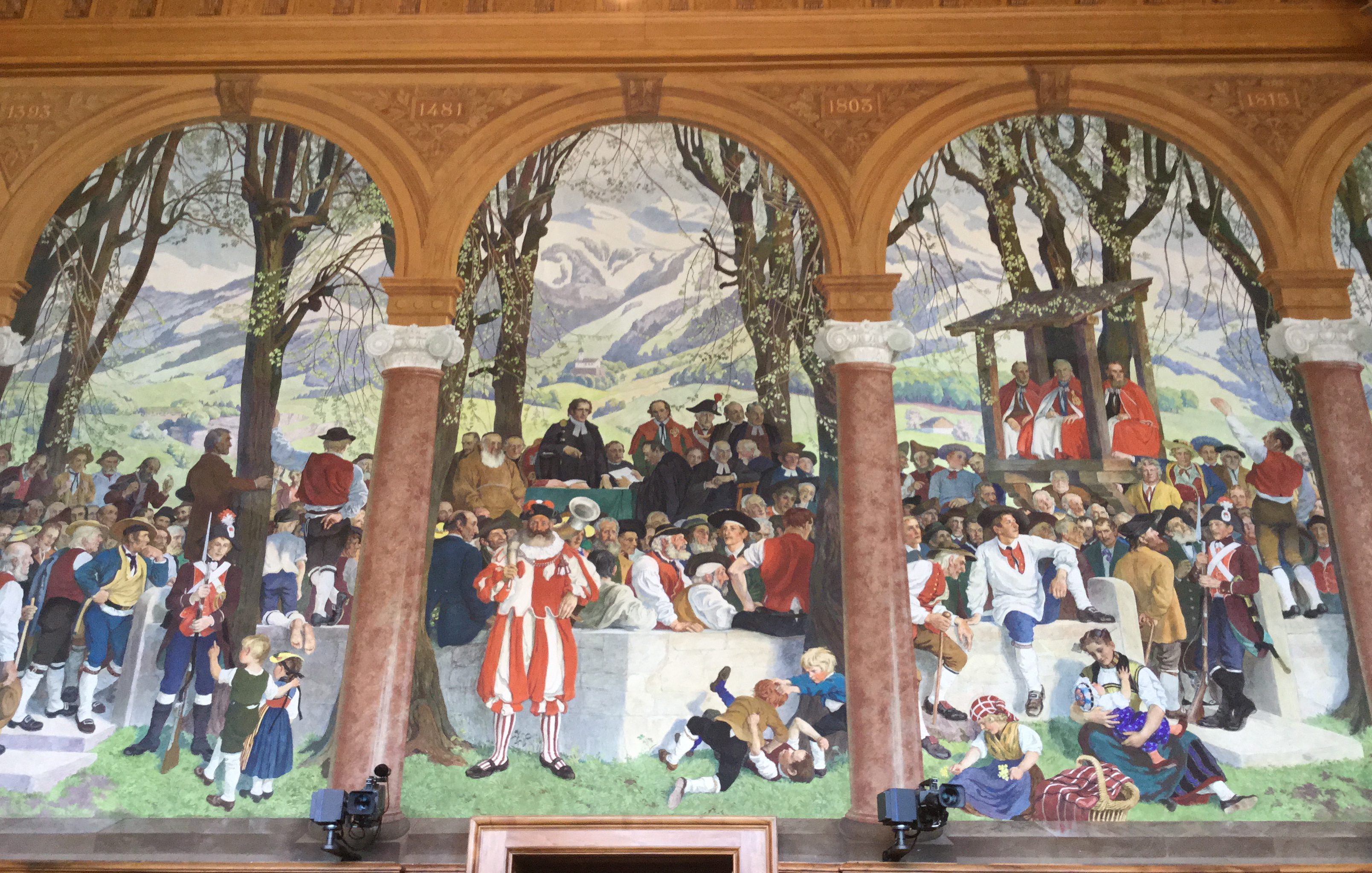
スイス全州議会議場の壁画 「ランツゲマインデ（野外集会）」(1910/1912)
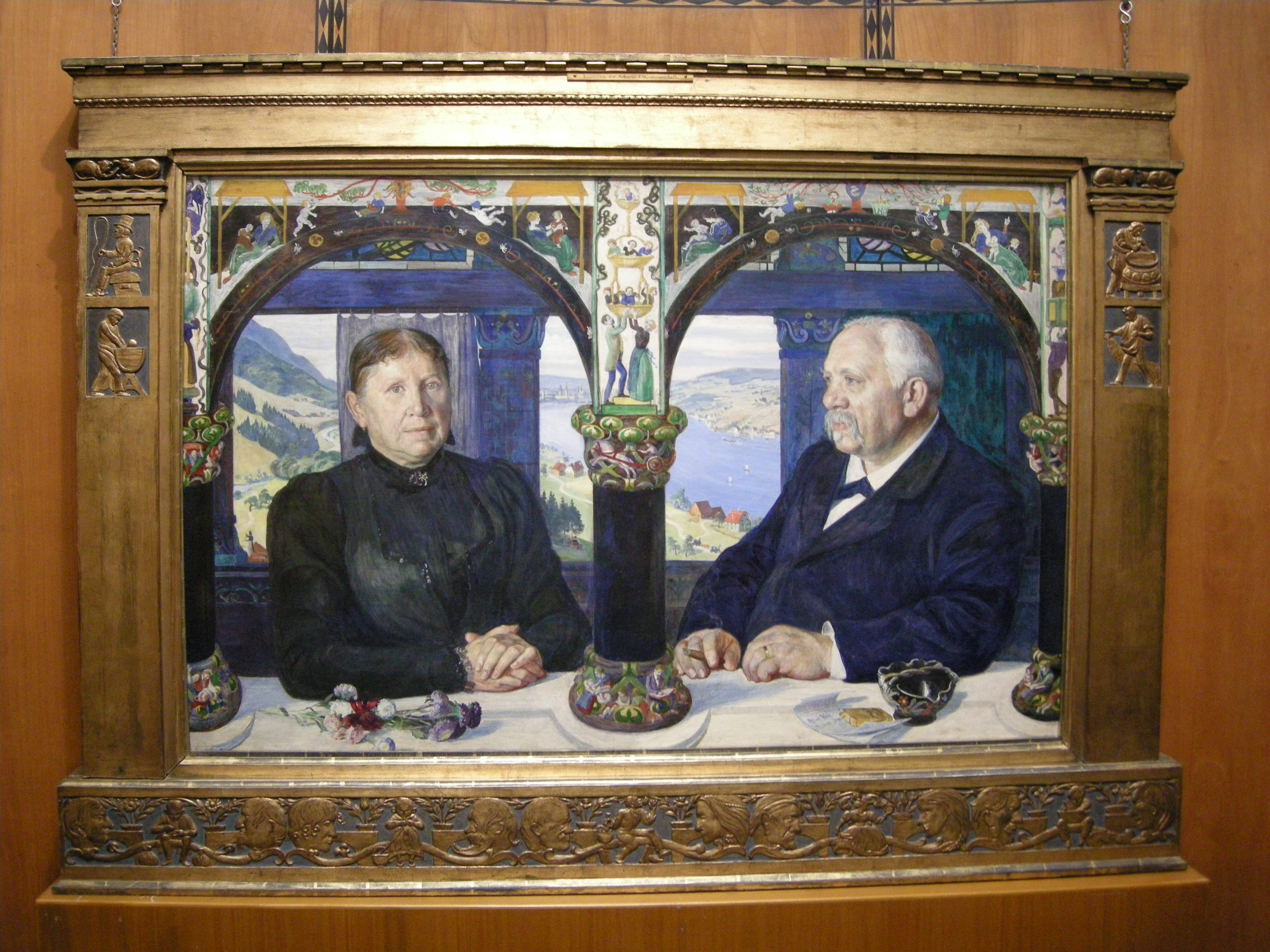
両親の肖像画 チューリッヒ美術館
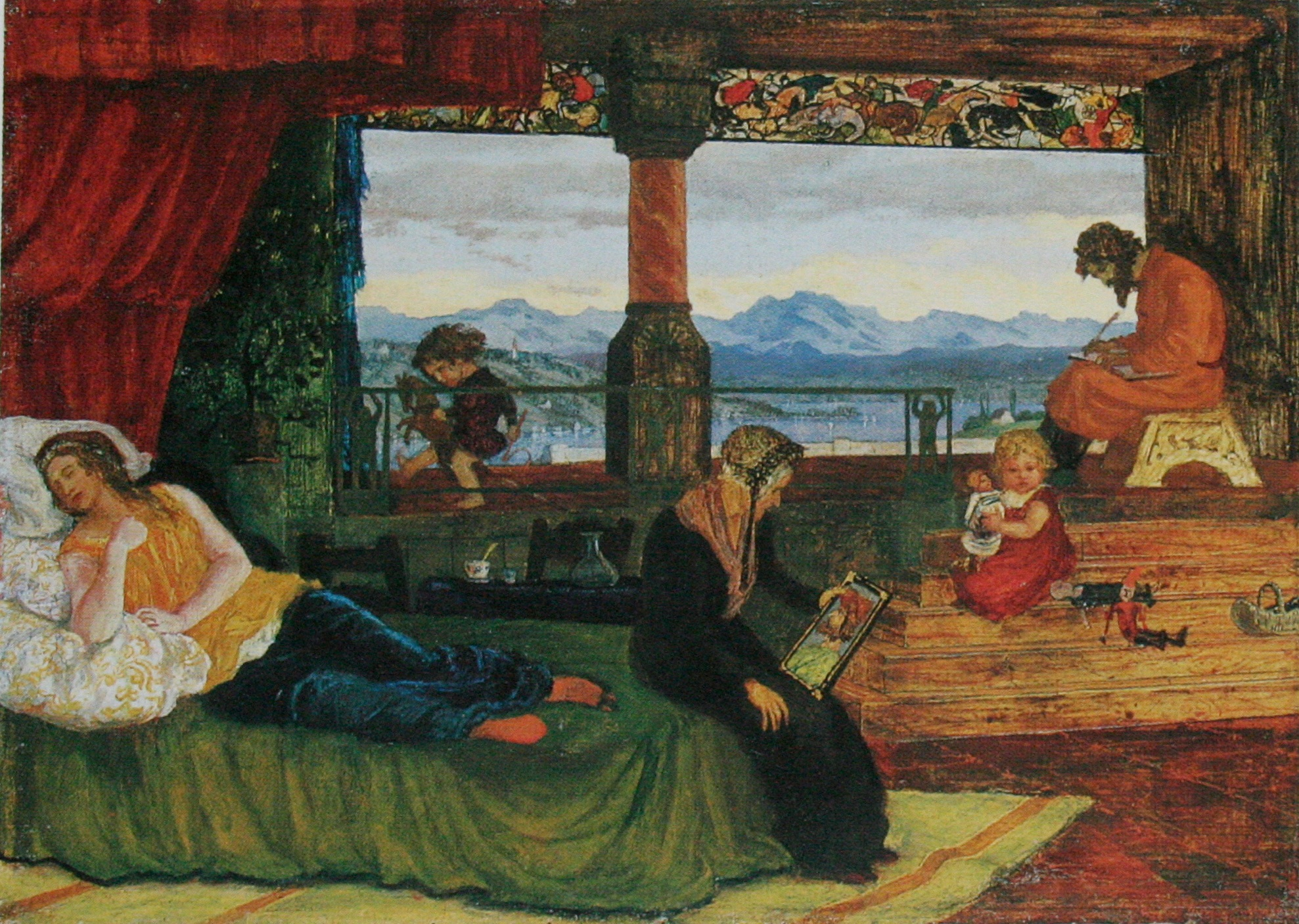
「夢の中の家」(1897)